# Did You Give the World Some Love Today Baby
Did You Give the World Some Love Today Baby är ett studioalbum av den svenska artisten Doris, utgivet på skivbolaget Odeon 1970. Skivnummer E 062-34193. Den var ett kommersiellt fiasko vid skivsläppet men har med åren blivit en återutgiven kultskiva.

## Produktion
Albumet spelades in 6–8 april och 28 maj 1970 i EMI Studios Stockholm med Håkan Sterner som producent och Björn Norén som ljudtekniker. Medverkade som musiker gjorde Janne "Loffe" Carlsson på trummor, Bengt Karlsson på gitarr, Lucas Lindholm på bas, Berndt Egerbladh på orgel och Doris på sång. Egerbladh hade också komponerat merparten av albumets låtar, de flesta med texter av Francis Cowan, men också en del tillsammans med Pamela Gray.
Titelspåret skrevs av Norman L. Martin, och utöver detta tolkades bland andra The Bands "The Whispering Pine" och Harry Nilssons "Bath".

## Mottagande, återutgivning
Skivan var ett kommersiellt fiasko när den släpptes och sålde endast i 2 000 exemplar.
År 1974 gjorde Kisa Magnusson en cover på låten "Don't" på LP:n "Blues Eyes" utgiven på Sveriges Radios skivbolag i matrisfyrkanalsstereo enligt Sansuis system QS Regular Matrix.
I mitten av 1990-talet, drygt 25 år efter att den getts ut första gången, figurerade låten "You Never Come Closer" på en brittisk samlingsskiva med acid jazz. Genom låten fick många människor upp ögonen för Doris, vilket i sin tur ledde till att albumet gavs ut på nytt. Denna gången blev det desto mer framgångsrikt och sålde 10 000 exemplar enbart i Japan. Nyutgåvan trycktes i både CD- och LP-format. CD-utgåvan hade tio bonuslåtar, delvis tagna från debutalbumet Svenssons Doris.
Doris sångröst kännetecknas av att den är rytmiskt fraserande och smått raspig, och recensenter har jämfört den med Brigitte Bardot och Astrud Gilberto. Tidningen Pop skrev att skivan är "svensk pophistorias hemligaste klassiker, fullt jämförlig med – och faktiskt soundmässigt belägen mitt emellan Tages Studio och Titiyos This Is." Skivan är en av titlarna i boken Tusen svenska klassiker (2009). Skivan rankades av Sonic Magazine i juni 2013 som det 49:e bästa svenska albumet någonsin.

## Låtlista

### LP
Sida A
1. "Did You Give the World Some Love Today, Baby" – 3:18 (Norman L. Martin)
2. "I Wish I Knew" – 2:23 (Billy Taylor)
3. "Grey Rain of Sweden" – 2:56 (Berndt Egerbladh, Pamela Gray)
4. "Waiting at the Station" – 3:05 (Egerbladh, Francis Cowan)
5. "Don't" – 3:11 (Egerbladh)
6. "Daisies" – 2:11 (Egerbladh, Gray)

Sida B
1. "You Never Come Closer" – 4:18 (Egerbladh, Cowan)
2. "Whispering Pine" – 3:47 (Richard Manuel, Robbie Robertson)
3. "I'm Pushing You Out" – 2:50 (Egerbladh, Cowan)
4. "Won't You Take Me to the Theatre" – 2:24 (Egerbladh, Cowan)
5. "Beatmaker" – 3:30 (Egerbladh, Cowan)
6. "Bath" – 2:00 (Harry Nilsson)

### CD
1. "Did You Give the World Some Love Today, Baby" – 3:18 (Norman L. Martin)
2. "I Wish I Knew" – 2:23 (Billy Taylor)
3. "Grey Rain of Sweden" – 2:56 (Berndt Egerbladh, Pamela Gray)
4. "Waiting at the Station" – 3:05 (Egerbladh, Francis Cowan)
5. "Don't" – 3:11 (Egerbladh)
6. "Daisies" – 2:11 (Egerbladh, Gray)
7. "You Never Come Closer" – 4:18 (Egerbladh, Cowan)
8. "Whispering Pine" – 3:47 (Richard Manuel, Robbie Robertson)
9. "I'm Pushing You Out" – 2:50 (Egerbladh, Cowan)
10. "Won't You Take Me to the Theatre" – 2:24 (Egerbladh, Cowan)
11. "Beatmaker" – 3:30 (Egerbladh, Cowan)
12. "Bath" – 2:00 (Harry Nilsson)
13. "Mama Didn't Lie" – 2:49 (Curtis Mayfield)
14. "Benny Law" – 2:39 (Christer Olsson, Thomas Sällström)
15. "You Made a Fool of Me" – 3:07 (Olsson, Sällström)
16. "Wouldn't That Be Groovy" – 2:56 (musik: Bengt Karlsson, Sören Karlsson, text: Göran Lagerberg)
17. "Don't Let It Rain" – 2:43 (Hugh Roberton)
18. "One Fine Day" – 3:03 (Gerald Goffin, Carole King)
19. "Flowers in the Morning" – 3:03 (John Cameron)
20. "What a Lovely Day" – 4:00 (musik: Gabor Nadas, text: Roger Wallis, Åke Strömmer)
21. "Why Did You Go" – 2:21 (Jerome South)
22. "Go Back to Daddy" – 2:30 (John Chesterton, Bob McNally)

## Medverkande
- Janne "Loffe" Carlsson – trummor
- Berndt Egerbladh – arrangemang, orgel
- Bengt Karlsson – gitarr
- Lucas Lindholm – bas
- Björn Norén – ljudtekniker
- Håkan Sterner – producent

## Mottagande
Allmusic gav skivan betyget 3/5.